# The Dentist 2
The Dentist is een Amerikaanse griezelfilm uit 1998 onder regie van Brian Yuzna met onder anderen Corbin Bernsen, Jillian McWhirter en Clint Howard. Het is het vervolg van The Dentist, uit 1996.

## Verhaal
Nadat Dr. Alan Feinstone in de vorige film wegens zijn wandaden als tandarts in een psychiatrische inrichting is opgenomen, weet hij in dit vervolg te ontsnappen. Hij vertrekt naar het kleine stadje Paradise. Al snel ontmoet hij hier een vrouw in wie hij iets ziet, Jamie Devers, en hij neemt haar mee uit eten. Tijdens dit etentje breekt zijn kroon af, waarvoor hij naar de plaatselijke tandarts moet. Feinstone mag de tandarts echter niet, vooral niet wanneer de kroon na een uur alweer loslaat. Hij bedreigt de tandarts met een golfclub, waardoor de oude man per ongeluk de trap af valt en overlijdt. Feinstone wordt ertoe overgehaald de nieuwe tandarts van Paradise te worden en valt weer terug in zijn oude patroon. Zeker wanneer enkelen zijn ware verleden beginnen te ontdekken, draait Feinstone compleet door en pakt hij wederom de scherpe haakjes en drillende boren uit de kast.

## Nominaties en prijzen
The Dentist 2 was genomineerd voor beste film bij het Filmfestival van Sitges, maar won niet.

## Achtergrondinformatie
The Dentist 2 werd tamelijk snel gemaakt na het vrij grote succes bij Home Box Office van The Dentist. Dit vervolg werd geschreven door Richard Dana Smith met gebruikmaking van de personages uit The Dentist, geschreven door Stuart Gordon, Dennis Paoli en Charles Finch. Volgens de technici en acteurs verliep alles in dit vervolg soepeler dan in het eerste deel. Er was genoeg geld en tijd, aldus J.M. Logan.
The Dentist 2 is voornamelijk gedraaid op locatie in Monrovia, Californië. Enkele scènes zijn opgenomen in een studio; de witte kamer en de onafgemaakte hal en kamer welke tegen het eind van de film te zien zijn.
Regisseur Brian Yuzna had slechts een kort weekend de tijd om aan het script te werken van The Dentist 2, zodoende gingen acteur Corbin Bernsen en actrice Jillian McWhirter iedere avond na werktijd samen uit eten om de scènes voor de volgende dag te bespreken. Acteur Lee Dawson wilde niet de naaktscènes spelen met Jillian McWhirter. Zodoende was de productie genoodzaakt een stand-in te huren.

## Muziek
Alan Howarth vezorgde opnieuw de muziek voor deze film. Alan is een bekende componist en heeft in de jaren 80 veel samengewerkt met John Carpenter aan onder andere enkele Halloween-vervolgen en de film Christine.
Diverse keren zijn stukjes muziek te horen van de film Halloween 2, waarvoor Alan Howarth ook de muziek gemaakt heeft. Daarnaast is er het nummer "Drinking Life All Wrong" van Danny Kirsic te horen alsook "Gaité Parisienne: Waltz" van Jacques Offenbach uitgevoerd door het Cincinnati Pops Orchestra.

## Vervolg
Brian Yuzna zei over een mogelijk derde deel, The Dentist 3, dat hij destijds was benaderd maar toen geen tijd had in verband met het opstarten van de studio Fantastic Factory. Wel meende hij dat er ook toen nog een markt zou zijn voor een deel 3.

## Rolbezetting
Hoofdpersonages
| Acteur            | Personage                               |
| ----------------- | --------------------------------------- |
| Corbin Bernsen    | Dr. Alan Feinstone / Dr. Lawrence Caine |
| Jillian McWhirter | Jamie Devers                            |
| Jeff Doucette     | Jeremy Wilkes                           |
| Susanne Wright    | Bev Trotter                             |
| Jim Antonio       | Doc Burns                               |
| Lee Dawson        | Robbie Mauro                            |
| Wendy Robie       | Bernice                                 |
| Ralph Martin      | Det. Jenkins                            |
| Clint Howard      | Mr. Toothache                           |
| Linda Hoffman     | Brooke Feinstone                        |

Overige personages
| Acteur                                    | Personage                 |
| ----------------------------------------- | ------------------------- |
| Judy Nazemetz                             | Margaret                  |
| Audra Wise                                | Shawna                    |
| Mary Coleston                             | Glenda                    |
| Rende Rae Norman                          | Dr. Cussler               |
| Gina-Raye Carter                          | Sidewalk Café Owner       |
| Marcus Shirock niet vermeld op aftiteling | Body Double: Robbie Mauro |
| Paul Rawson niet vermeld op aftiteling    | Patiënt                   |

## Crew
- Brian Yuzna - (regie)
- Anthony E. Kauntz - (regie-assistent)
- Alan Howart - (muziek)
- Jürgen Baum - (fotografie)
- Christopher Roth - (montage)
- Aaron Griffith - (casting)
- Helen Harwell - (productieontwerp)
- Andi Brittan - (set ontwerp)
- Nanette M. Acosta - (kledingontwerp)

- Anthony C. Ferrante - (special fx adviseur)
- Sam Greenmun - (speciale effecten)
- J.M. Logan - (speciale effecten)
- Ralis Kahn - (tanden effecten)
- Brad Sykes - (speciale effecten-assistent)
- A.J. Venuta - (shopper: Fast Cow Effects)
- Jessica Smith - (assistent: Fast Cow Effects)
- Shea Clayton - (special effects: Fast Cow Effects)

- Brett A. Jones - (stuntcoördinator)
- Maria R. Kelly - (stunts)
- Jerry Gilbert - (projectmanager)
- Gene Schklair - (tandtechnisch adviseur)